# Tr3s Lunas
Tr3s Lunas (sprich Tres Lunas) ist ein Studioalbum des britischen Musikers Mike Oldfield aus dem Jahr 2002. Wie auch schon bei The Songs Of Distant Earth und später Light + Shade verschreibt sich der Künstler auf diesem Album dem instrumentalen Chill-Out. Oldfield hatte sich nach The Millennium Bell eine ungewöhnlich lange Auszeit von drei Jahren gegönnt, da das Album auch als Soundtrack zu dem gleichnamigen Computerspiel gedacht war, das er parallel entwickelte.

## Besonderheiten und Tracks
Im Gegensatz zu The Songs Of Distant Earth gehen die Tracks auf Tr3s Lunas nicht fließend ineinander über; außerdem gibt es ein Gesangsstück. Die ursprüngliche Idee war es, Musik zu schaffen, die als Hintergrund für ein Computerspiel (siehe unten) Verwendung finden kann. Das Album besteht aus 14 Tracks. Diese sind: 

1. Misty – 3:59
2. No Mans Land – 6:08
3. Return to the Origin – 4:38
4. Landfall – 2:19
5. Viper – 4:32
6. Turtle Island – 3:40
7. To Be Free – 4:21
8. Fire Fly – 3:46
9. Tr3s Lunas – 4:35
10. Daydream – 2:15
11. Thou Art in Heaven – 5:22
12. Sirius – 5:47
13. No Mans Land (Reprise) – 2:56
14. To Be Free (Radioversion) – 3:56

Das Stück Thou Art in Heaven basiert auf den mittleren Passagen des Lichtspektakels Art in Heaven bei Oldfields Live-Premiere von The Millennium Bell am Silvesterabend an der Siegessäule in Berlin.
Die Radio-Version von To Be Free unterscheidet sich durch eine andere Schlagzeugspur, die bereits den ersten Refrain voll betont, sowie durch ein früheres Ausblenden von der Albumversion. To Be Free wurde auch (teilweise) auf Deutsch bzw. Spanisch übersetzt; zumindest die deutsche Version lässt eine maschinelle Übersetzung vermuten.
Eine leicht abgewandelte Version von Tr3s Lunas ist als First Steps auf Light + Shade zu hören. 
Die meisten der enthaltenen Titel sind mit programmierten Schlagzeugspuren versehen. Demgegenüber stechen die beiden vorwiegend akustisch angelegten Stücke Daydream und Firefly heraus.

## MusicVR – Interactive PC Game
Manche Ausgaben des Albums sind mit einer zusätzlichen CD-ROM mit einem interaktiven PC Game ausgestattet – wie auch später Maestro zeigte sich die Animation nicht zeitgemäß und floppte; Oldfields Ausflüge in die Welt der Computerspiele wurden oft nur belächelt.